# Lac Wachigabau
Le lac Wachigabau est un plan d'eau douce traversé par la rivière Opawica dans la partie Sud-Est du territoire de Eeyou Istchee Baie-James (municipalité), en Jamésie, dans la région administrative du Nord-du-Québec, dans la province de Québec, au Canada. Ce lac s’étend dans les cantons de Gand, de Lespérance, de La Roncière et de La Ronde.
La foresterie constitue la principale activité économique du secteur. Les activités récréotouristiques arrivent en second, grâce à un plan d’eau navigable d’une longueur de 30,0 km d’une extrémité à l’autre du lac Lichen (rivière Opawica), plus une extension de 31,5 km avec le lac Wachigabau. Le lac Wachigabau est formé en partie par un élargissement de la rivière Opawica notamment à cause du barrage à son embouchure. Ce lac s’intègre au lac Lichen (rivière Opawica) situé du côté Sud.
La partie Nord-Ouest du bassin versant du lac Wachigabau est accessible grâce à la route forestière 113 passant au Nord-Ouest du lac Opawica et reliant Chibougamau à Lebel-sur-Quévillon. Le côté Nord du lac est accessible grâce au chemin de fer du Canadien National qui passe sur une bande de terre entre les lacs Opawica et Wachigabau.
La surface du lac Wachigabau est habituellement gelée du début novembre à la mi-mai, toutefois la circulation sécuritaire sur la glace se fait généralement de la mi-novembre à la mi-avril. 

## Géographie
Formé par un élargissement de la rivière Opawica, ce lac comporte une longueur de 31,5 km en forme de croissant irrégulier, une largeur maximale de 4,3 km et une altitude de 302 m. La forme du contour du lac est complexe à cause de présence de trois importantes presqu’îles du côté Sud et deux autres du côté Nord. La baie Tush est une extension de 10,7 km du lac vers l'Est, à partir du deuxième émissaire. La décharge du lac Relique se déverse au fond de cette baie. À l’opposé, la décharge du lac Barbie se déverse au fond d’une baie de la partie Ouest du lac.
La rivière Opawica venant de l’Est traverse d’abord les lacs Savard, Lichen et Wachigabau avant de se déverser dans le lac Opawica via deux points d’entrée. Ces derniers sont situés à chaque extrémité de l’île au Goéland (longueur : 5,1 km ; largeur : 1,5 km). Cette île et les deux presqu’îles (l’une se prolongeant vers l’Ouest sur 3,3 km à partir de la rive Est ; et l’autre venant de l’Ouest s’étirant sur 6,2 km) forment une bande de terre de 14,6 km en longueur que parcourt sur toute sa longueur le chemin de fer du Canadien National.
Les deux exutoires du lac Wachigabau sont localisés au Nord au centre du lac, l’un dans le canton de Lespérance, et l’autre dans le canton de Gand, soit à :
- 6,6 km au Sud-Est de l’embouchure du lac Lichen (rivière Opawica) ;
- 14,4 km au Sud-Est de l’embouchure de la rivière Opawica ;
- 17,0 km au Sud-Est du centre du village de Waswanipi ;
- 81,3 km à l’Est de l’embouchure du lac au Goéland (rivière Waswanipi) ;
- 289 km au Sud-Est de l’embouchure de la rivière Nottaway ;
- 129 km à l’Est du centre-ville de Matagami ;
- 115,2 km au Sud-Ouest du centre-ville de Chibougamau[1].

Les principaux bassins versants voisins du lac Wachigabau sont :
- côté Nord : lac Opawica, rivière Opawica, rivière Chibougamau, rivière Waswanipi ;
- côté Est : rivière Opawica, ruisseau Germain, lac Germain, lac Lessard, lac Doda ;
- côté Sud : lac Lichen (rivière Opawica), ruisseau Margry, lac Margry, rivière Nicobi, lac Nicobi, rivière Pierrefonds ;
- côté Ouest : ruisseau Auger, rivière Bachelor, lac Waswanipi, lac Pusticamica.

À partir du barrage à l’embouchure du lac Opawica, le cours de la rivière Opawica coule sur 14 km d’abord vers le Nord-Est jusqu’à un coude de rivière, puis vers le Nord-Ouest jusqu’à sa confluence avec la rivière Chibougamau. Ce point de confluence de ces deux rivières devient la tête de la rivière Waswanipi.

## Toponymie
Le toponyme "lac Wachigabau" a été officialisé le 5 décembre 1968 par la Commission de toponymie du Québec, soit à la création de cette commission.